# برانكو زيبيتش
برانكو زيبيتش، من مواليد 17 مايو 1929، وتوفي في 26 سبتمبر 1988، لاعب كرة قدم يوغسلافي سابق، لعب مع منتخب يوغسلافيا لكرة القدم.

## وصلات خارجية
- برانكو زيبيتش على موقع الاتحاد الدولي (مؤرشف)  (الإنجليزية)
- برانكو زيبيتش على موقع قاعدة بيانات كرة القدم.إي يو (الإنجليزية)
- برانكو زيبيتش على موقع بيانات كرة القدم. دي إي (الألمانية)
- برانكو زيبيتش على موقع ناشيونال فوتبول تيمز (الإنجليزية)
- برانكو زيبيتش على موقع Soccerway.com (الإنجليزية)
- برانكو زيبيتش على موقع عالم كرة القدم.نت (الإنجليزية)
- برانكو زيبيتش على موقع أوليمبيديا (الإنجليزية)